# Hospital de Quilpué
El Hospital de Quilpué es un recinto hospitalario público de alta complejidad perteneciente al Servicio de Salud Viña del Mar-Quillota, ubicado en la ciudad de Quilpué, Región de Valparaíso, Chile.

## Historia
Fue inaugurado el 15 de junio de 1964, con los servicios de medicina, aislamiento y maternidad. A fines de ese mismo año, llegaron las primeras enfermeras a la posta de primeros auxilios, lo que se convirtió en el servicio de cirugía.
Comenzó su funcionamiento con un edificio básico, con tres bloques interconectados. En 1966 se creó el servicio de cirugía y pabellón quirúrgico, y de forma posterior se crearon el servicio de esterilización, banco de sangre y exámenes de laboratorio. En 2016 se inauguró la Unidad de Cuidados Intensivos (UCI) del hospital, y en marco de la pandemia de COVID-19 el hospital incrementó su capacidad de camas UCI.